# Z wiatykiem
Z wiatykiem – obraz olejny polskiego malarza akademickiego Henryka Siemiradzkiego, malowany w latach 1888-1889. Znajduje się obecnie w zbiorach Muzeum Narodowego w Warszawie.
Scena, umieszczona na tle klasycznego włoskiego krajobrazu, przedstawia księdza udającego się z wiatykiem do umierającego. Kapłan jest starszym człowiekiem, na jego twarzy widoczna jest zaduma i skupienie. Towarzyszy mu grupa ludzi, w tym chłopcy niosący w rękach świece. Kierujące się ku twarzom dzieci płomienie świadczą o wietrznej pogodzie. Zapalona latarnia gazowa wskazuje, iż całe zdarzenie rozgrywa się w porze zmroku. Z lewej strony obrazu widoczna jest klęcząca kobieta z otwartymi ustami i różańcem w dłoniach. Na wzgórzu, z którego schodzi ksiądz, znajduje się budynek kościoła, w bramie którego stoi ledwo widoczna postać przyglądająca się całej scenie.